# 剛州
剛州（ごうしゅう、1956年9月24日 - ）は、日本の俳優・タレント。浅井企画所属。本名：河村 剛州（かわむら たけくに）。山口県下関市出身。血液型B型。早鞆高等学校卒業。立正大学経済学部卒業。

## 来歴・人物
坂上二郎の付き人を経て芸能界デビュー。しかしブレイクすることなく、テレビドラマや舞台では脇役としての出演がほとんどである。本番では本領を発揮することができない（セリフなどを噛む癖があり、正味の放送時間が1回あたり2分のテレビのミニ番組のナレーションの収録に何時間もかかったことがある）のがその理由であるが、逆に楽屋では力量を見せることから「楽屋芸人」とも呼ばれている。
松田優作と親交があり、松田が飲み屋で延々と自身の役者論を語り、役者仲間たちが付き合いきれず次々と席を立つ中、剛州だけが退席せずに最後までいたことがきっかけとされるが、実際は松田の迫力に腰が抜けて立つことすらできずに座っていたが真相であり、現在でもその店の前を通ることができずにいる。またこの出来事以降も剛州がブレイクからほど遠い道を歩んでいることに苛立った松田が剛州を殴りつけたこともある。
毎年8月に行われる、関根勤主宰の舞台『カンコンキンシアター』に出演しており、独特のダジャレ芸と存在感、不甲斐なさで抜群の人気を誇る。『催眠術師マーチン・セント・ジェームス』の特番に出演し、催眠術にかかりやすいタレントとしてその後も複数回出演した。2005年5月には、ヒップホップシンガーの仁井山征弘とのコラボレーションユニット「仁井山 feat.GREAT G」として、シングル「TOKISOBA」でユニバーサルミュージックからメジャーデビューを果たす。現在、2枚のシングルをリリース。2枚目のシングル「ジンギスカン」は、STVラジオを中心に北海道で大ブレイクした。
大変な下ネタ好きであり、『カンコンキン』の楽屋では到底公に出来ない語句を連発しているという。
態度や言動から横柄な人物であると見られがちであり、また「自分より年下に見えるから」という理由で自分が所属する浅井企画の先輩で、自分より年長者である小堺一機やルー大柴を呼び捨てにしていた時期がある。公の場ではそれを慎むようにと所属事務所から再三の注意を受けていたにもかかわらず態度を改めずにいたため、所属事務所の社長から直々に叱られたことがある。以降は「小堺さん」「ルーさん」と公の場では後輩・年少者としての態度を取っている。
2015年、関根勤監督の映画「騒音」に出演。どぶろっくが歌う主題歌「テカる星屑達」のMVでは主役を演じている。

## 出演

### テレビ番組
- 明日の刑事 第90話「刑事課長死す・日の出署よ永遠に」(1979年、TBS・大映テレビ)
- 走れ!熱血刑事 第26話「追撃 マニラコネクション」（1981年、テレビ朝日・勝プロ）※河村剛州名義
- 日本一周「旅号」殺人事件（1983年、TBS・大映テレビ）
- あきれた刑事 第18話（1988年、NTV・セントラル・アーツ） - ミナト運輸構成員
- NEWジャングル 第7話「婦警の恋」（1988年、NTV・東宝）
- 世にも奇妙な物語「死体くさい」（1990年、フジテレビ）
- 豆腐屋直次郎の裏の顔3（1991年、朝日放送）
- 松本清張作家活動40年記念 黒い画集 坂道の家（1991年、TBS）
- 古畑任三郎（CX）
- 事件2（1994年、テレビ朝日） - 鷲尾店長役
- タクシードライバーの推理日誌5（1995年、テレビ朝日） - 刑事役
- テレビdeラジオ ヨロシク!DJ（1996年7月 - 1997年9月、テレビ愛知） - 番組パーソナリティを担当
- はみだし刑事情熱系（1996年） - 門脇浩一
- いろもん（1999年5月6日、NTV）
- 夏樹静子ミステリー アリバイの彼方にシリーズ（フジテレビ） - 主演：小堺一機。第1作では小堺演じる湯原刑事の同僚役だったが、シリーズが進むに連れてストーリーに直接かかわらない端役となっている。
- 大江戸を駈ける! 第6話「狙われた休日」(浅草)（2001年1月、TBS・C.A.L） - 銀次役
- HR（2002年10月 - 2003年3月、フジテレビ）
- 貫太ですッ!（2003年6月 - 2003年9月、東海テレビ）
- 大河ドラマ・新選組!（2004年1月 - 2004年12月、NHK総合） - 平間重助役
- 南くんの恋人（2004年7月 - 2004年9月、テレビ朝日）
- 救命病棟24時 第3シリーズ（2005年、フジテレビ）- 河野医院前で待つ街の人 役
- 京都地検の女（2006年） - 佐藤正
- モップガール（2007年、テレビ朝日）
- 薔薇のない花屋（2008年、フジテレビ）
- オトコマエ!（2008年、NHK総合） - 笠置屋
- 警官の血（2009年2月7日、テレビ朝日）
- ヴォイス〜命なき者の声〜（2009年、フジテレビ）
- ありふれた奇跡（2009年1月 - 3月、フジテレビ）
- 水戸黄門第42部 第9話「悪事を見抜いた鑑定人 -敦賀-」（2010年、TBS）
- サラリーマン金太郎2（2010年1月、テレビ朝日）第1話 - 同作には当初一般人を装い事務所を通さずにエキストラとして撮影に参加（内職営業）、キャストやスタッフにすぐ見つかり後日、ペナルティとして再び坂上二郎の付き人に就かされた。
- サイン（2011年1-3月、MBS） - 渡辺剛役
- 仮面ライダーオーズ/OOO（2011年7月24日、テレビ朝日） - 草田役
- でたらめヒーロー 第8話（2013年5月23日、読売テレビ） - 山下哲夫役
- ウルトラマンギンガS 第2話「ギンガ対ビクトリー」（2014年7月22日、テレビ東京） - 八百屋店主役
- ウロボロス〜この愛こそ、正義。（2015年1月16日、TBS）
- 相棒 Season14 第12話「陣川という名の犬」（2016年1月20日、テレビ朝日） - 野田 役
- 月曜名作劇場 「警視庁機動捜査隊216Ⅷ」（2017年） - 黒岩豊
- #コールドゲーム（2021年6月6日 - 、東海テレビ・フジテレビ） - 看守 役
- 悪女（わる）働くのがカッコ悪いなんて誰が言った? 第7話（2022年5月25日、日本テレビ）- 小林 役
- 下剋上球児 第9話・最終話（2023年12月10日・17日、TBS）- 自治会役員 役

### ラジオ番組
- TBSラジオ パックインミュージック21 ルー＆ラッキィの俺たちストリッパー（1993年9月）

### 映画
- ア・ホーマンス
- 教育映画『明日をつくった男〜田辺朔郎と琵琶湖疏水〜』
- パッパカパー3
- 打鐘2
- リストラ代紋2
- 哀憑歌 〜CHI-MANAKO〜（2008年）
- ゴジラシリーズ
  - ゴジラvsメカゴジラ（1993年） - Gフォース隊員 役[1]
  - ゴジラ-1.0（2023年、山崎貴監督）
- MAZE 南風（岡田主監督）
- ワル 最終章（三池崇史監督）
- 病葉流れて（亀井亨監督）
- 東京NEO魔悲夜（金丸雄一監督）
- クレーマー（金子大志監督）
- スラッカーズ 傷だらけの友情（渡邊貴文監督）
- 一遍上人 (秋原北胤監督)

### 声の出演
- 爆笑アニメ版!問題な日本語

### 舞台
- カンコンキンシアター 1〜22（2008年まで）
- 阿国
- 火の鳥
- 前川清特別公演『花火師の恋』
- 大月みやこ公演『芝浜 夢物語』
- 前川清奮闘公演

### CM
- 証券保管振替機構「ほふり」（2007年11月〜年間契約）

## 書籍
- 今世紀最後の重鎮バトル『村上ショージVS剛州』（山中伊知郎、風塵社、ISBN 4-938733-50-1）

## 音楽
- TOKISOBA（2005年5月25日） - 「仁井山 feat.GREAT G」名義。落語の時そばをラップにしたもの。
  1. TOKISOBA（あっさりバージョン）
  2. TOKISOBA（こってりバージョン）
  3. DOUGUYA
  4. TOKISOBA（instrumental）
- ジンギスカン（2006年2月22日） - 「仁井山征弘 feat.GREAT G.and Surprise」名義。
  1. ジンギスカン
  2. TOKISOBA
  3. ジンギスカン（inst.）
- ビールDE乾杯!（2006年10月18日） - 「仁井山征弘 feat.GREAT G.and Surprise」名義。